# Red Flag
„Red Flag“ е четвъртият студиен албум на британската поп група Ол Сейнтс, издаден на 8 април 2016 година, 10 години след появата на последния им албум Studio 1. Албумът достига до 3 място във Великобритания.

## Списък с песните
1. „One Strike“ – 3:33
2. „One Woman Man“ – 4:01
3. „Make U Love Me“ – 3:46
4. „Summer Rain“ – 3:43
5. „This Is a War“ – 4:49
6. „Who Hurt Who“ – 4:00
7. „Puppet on a String“ – 3:24
8. „Fear“ – 3:56
9. „Ratchet Behaviour“ – 3:54
10. „Red Flag“ – 4:19
11. „Tribal“ – 4:05
12. „Pieces“ – 4:06